# Одело са панталонама
Одело са панталонама је женско одело које се састоји од панталона и одговарајућег или усклађеног капута или јакне.
У прошлости, преовлађујућа мода за жене укључивала је неки облик капута, упарен са сукњом или хаљином - отуда и назив одело са панталонама.

## Историја
Одело са панталонама се појавио 1920-их, када је мали број жена усвојио мушки стил, укључујући одела са панталонама, шешире, штапове и монокле. Међутим, термин "одело за панталоне" је коришћен у Британији током Првог светског рата, у вези са женама које раде у тешкој индустрији.
Током 1960-их одела са панталонама за жене постала су све распрострањенија. Дизајнери као што су Foale and Tuffin у Лондону и Луба Маркс у Сједињеним Државама били су рани промотери одела са панталонама. 1966. Ив Сен Лоран је представио свој Ле Смокинг, вечерњи одело са панталонама за жене које је имитирало мушки смокинг. Иако се Сен-Лорену често приписује увођење одела са панталонама, 1968. је примећено да су неки од његових одела са панталонама били веома слични дизајну који је већ имала Луба Маркс, а лондонски дизајнер Ози Кларк је понудио одело са панталонама за жене 1964. У Британији 1967. леди Чичестер, супруга сер Френсис Чичестер, носила је одело са панталонама када је њеног мужа јавно прогласила витезом од стране краљице Елизабете II.
Одела са панталонама су често била застарела као неприкладна мушка одећа за жене. На пример, до 1993., женама није било дозвољено да носе одела са панталонама (или панталоне било које врсте) у Сенату Сједињених Држава. 1993., сенаторке Барбара Микулски и Керол Мозли Браун носиле су панталоне у супротности са правилом, а убрзо потом уследило је женско помоћно особље, а правило је касније те године изменила наредница Сената Марта Поуп како би се женама омогућило да носе панталоне све док су носили и јакну, што омогућава и одело са панталонама, између осталих врста одеће.